# Trung tâm tài chính Gangnam
Trung tâm tài chính Gangnam, trước đây gọi là Star Tower hoặc I-Tower, là tòa nhà cao ốc cao 204 mét (669 ft) ở Seoul, Hàn Quốc.
Nó được xây dựng vào khoảng 1995-2001. Nó là tòa nhà cao thứ 33 ở Hàn Quốc và thứ 9 hoặc 10 (nguồn khác nhau) ở Seoul.
Nó có 45 tầng, và 8 tầng dưới lòng đất.